# Ogulin
Ogulin je naselje v občini Črnomelj, leži blizu Vinice.

## Zgodovina
Vas je bila poseljena že v prazgodovini, kar razkrivajo ostanki gradišča Japodov.